# Hybridrebe
Als Hybridrebe (auch Ertragshybride) bezeichnet man die Nachkommen zweier verschiedener Weinrebenspezies im Gegensatz zur Kreuzung zwischen zwei Sorten derselben Spezies. Im allgemeinen Sprachgebrauch werden die Begriffe Direktträger, Selbstträger, Ertragshybriden und Hybriden häufig identisch verwendet. Hybridreben, die in der zweiten Hälfte des 20. Jahrhunderts gezüchtet wurden, werden als „Interspezifische Kreuzungen“ bezeichnet.
Hybridreben können in natürlicher Form durch Zufallskreuzung oder durch bewusste Kreuzung entstehen. Aufgrund der hohen Anzahl amerikanischer Weinrebe-Arten findet man auf dem amerikanischen Kontinent solche natürlichen Hybridreben. Die Mehrzahl der bekannten Hybridreben wurde jedoch künstlich geschaffen.
Das Züchten von Hybridreben war insbesondere in der zweiten Hälfte des 19. Jahrhunderts von sehr großer Bedeutung, als man versuchte, die guten Geschmackseigenschaften der Vitis-vinifera-Rebsorten mit der Resistenz der amerikanischen Sorten zu vereinen. Die Reblaus vernichtete (seit 1863) fast alle europäischen Weinbauflächen.
Ziel war, die gute Widerstandsfähigkeit der amerikanischen Reben gegen Reblaus, Peronospora und Oidium mit der guten Weinqualität und Kalkverträglichkeit der europäischen Reben zu kombinieren. Diese Ziele hat man nicht oder nur ungenügend erreicht. Je höher der Anteil des Erbgutes der europäischen Sorte in der Sortenkombination, desto geringer ist deren Widerstandsfähigkeit.

## Ursprung
Hybridreben haben ihren Ursprung in Nordamerika. Dort ist eine größere Anzahl von Rebarten vorhanden, die sich durch Jahrtausende entwickelt haben. In Europa hat sich nur Vitis vinifera entwickelt. Sie wurde vom Menschen schon sehr früh in Kultur genommen, die amerikanischen Vitis-Arten erst nach der europäischen Eroberung Amerikas.

### Amerikanische Hybridreben
Mit der europäischen Besiedlung des amerikanischen Kontinents begann auch die Kultivierung von Reben. Die Siedler haben eine große Anzahl heimischer Sorten vorgefunden. Mit dem von den Trauben gewonnenen Wein war man nicht zufrieden und begann, die Rebarten zu kreuzen. Zum Beispiel entstand Mitte des 19. Jahrhunderts im Osten der USA die Sorte Clinton aus einer Kreuzung von Vitis labrusca x Vitis riparia. Der Großteil der Kreuzungen beinhaltete Vitis labrusca. Alle Kreuzungen ergaben nicht die gewünschte Verbesserung der Weinqualität. Der Foxton und ein höherer Säuregehalt waren in diesen Hybridweinen allgegenwärtig.
Natürlich haben die Siedler auch Vitis-vinifera-Sorten von Europa nach Nordamerika mitgebracht. Aufgrund der deutlich anderen klimatischen Gegebenheiten ist die Kultivierung von Vitis-vinifera-Sorten misslungen. Der nächste Schritt war, dass man die amerikanischen mit den europäischen Sorten kombinierte – es entstanden die Sorten Black Spanish, Herbemont, Delaware und Othello. Diese und andere Hybride dienen der Produktion von Tafeltrauben und nur teilweise zur Weinerzeugung, meist werden sie zur Traubensaft- und Konfitürenerzeugung in den USA verwendet. Für Gebiete mit kaltem Weinbauklima wie Kanada oder England war und ist die gute Frosthärte der Hybridreben von Bedeutung. In diesen Gegenden sind Hybridreben noch sehr verbreitet.
Herkunft: Nordamerika – auch als Amerikanerreben bezeichnet.
- Vitis labrusca – dazu zählen die Sorten Isabella, Concord und viele andere.
- Vitis aestivalis
- Vitis rupestris
- Vitis cinerea
- Vitis berlandieri
- Vitis riparia
- Vitis vulpina

Herkunft: Europa – die sogenannte Europäerrebe
- Vitis vinifera – dazu zählen die Sorten Riesling, Chardonnay, Grüner Veltliner, Cabernet Sauvignon, Pinot Noir, Merlot, Gamay und viele andere.

Das Zuchtziel dieser amerikanischen alten Hybriden war nur die Verbesserung der Weinqualität und Anpassung an die Standortverhältnisse. Ein Befall durch die Reblaus war damals kein Thema, da diese Sorten gute Resistenz gegen die Wurzelreblaus hatten. Das hat sich erst geändert, als diese Reben nach Europa gebracht wurden.

### Auftreten der Reblaus in Europa

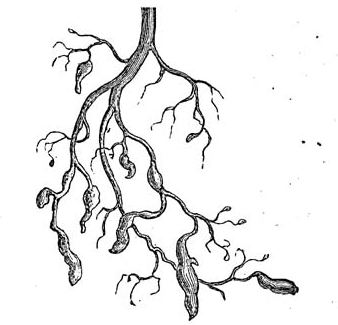
Von der Wurzelreblaus verursachte Anschwellungen der Rebwurzeln.

Befallherd durch die Wurzelreblaus in einer Stockkultur.

Bis zum Auftreten der Reblaus standen die Reben auf eigenen Wurzeln, sie wurden nicht veredelt. Sie konnten einfach durch Stecklinge oder durch Vergruben vermehrt werden.
Mitte des 19. Jahrhunderts wurden amerikanische Hybridsorten nach Europa eingeführt. Mit diesen Rebstöcken wurde auch nichtwissend die Reblaus nach Europa gebracht (1868 in Frankreich und 1872 in Klosterneuburg). Erst durch die massiven Schäden beginnend in den 1860er und 1870er Jahren wurde man aufmerksam. Die europäischen Sorten hatten in ihrer Entwicklung nie Kontakt mit der Reblaus und entwickelten daher keine Abwehrstrategie wie die amerikanischen Reben. Die aus Nordamerika eingeführten Reben sind selbst ausreichend widerstandsfähig gegen den Befall von Wurzelläusen der Reblaus.
Man versuchte auf unterschiedliche Art der Reblausplage entgegenzuwirken. Zuerst wurden amerikanische Hybriden ausgepflanzt, in der Folge die etwas verbesserten Hybriden mit Vitis vinifera. Erst die Kombination von widerstandsfähigen Unterlagsreben mit europäischen Edelsorten brachte Erfolg. Diese Bekämpfungsmöglichkeiten der Verwendung von ausreichend widerstandsfähigen Sorten oder die Kombination durch Veredlung bezeichnen wir heute als biotechnische Bekämpfungsmaßnahme.

### Amerikanische Hybridsorten – Direktträger
Da die Wurzeln der europäischen Rebsorten von der Reblaus befallen und geschädigt wurden, pflanzte man in vielen europäischen Weinbauländern Rebsorten amerikanischer Herkunft. Amerikanische Rebsorten sind Direktträger und stehen daher auf eigener Wurzel. Diese Sorten hatten den zusätzlichen Vorteil, dass sie auch gegen Peronospora und Oidium höhere Widerstandskraft aufwiesen als die europäischen Sorten. In der zweiten Hälfte des 19. Jahrhunderts wurden diese Pilzkrankheiten aus Amerika eingeschleppt. So war es nicht verwunderlich, dass die Winzer an diesen guten Eigenschaften großes Interesse zeigten.
Die bekanntesten Sorten amerikanischer Herkunft sind: Isabella, Concord, Othello, Clinton und Delaware, Elvira und Noah (weiß). Zur Verbesserung der Weinqualität wurden die amerikanischen mit europäischen Sorten in Amerika gekreuzt – man spricht von amerikanischen Hybriden, Ertragshybriden, alten Direktträgern oder Hybridreben.

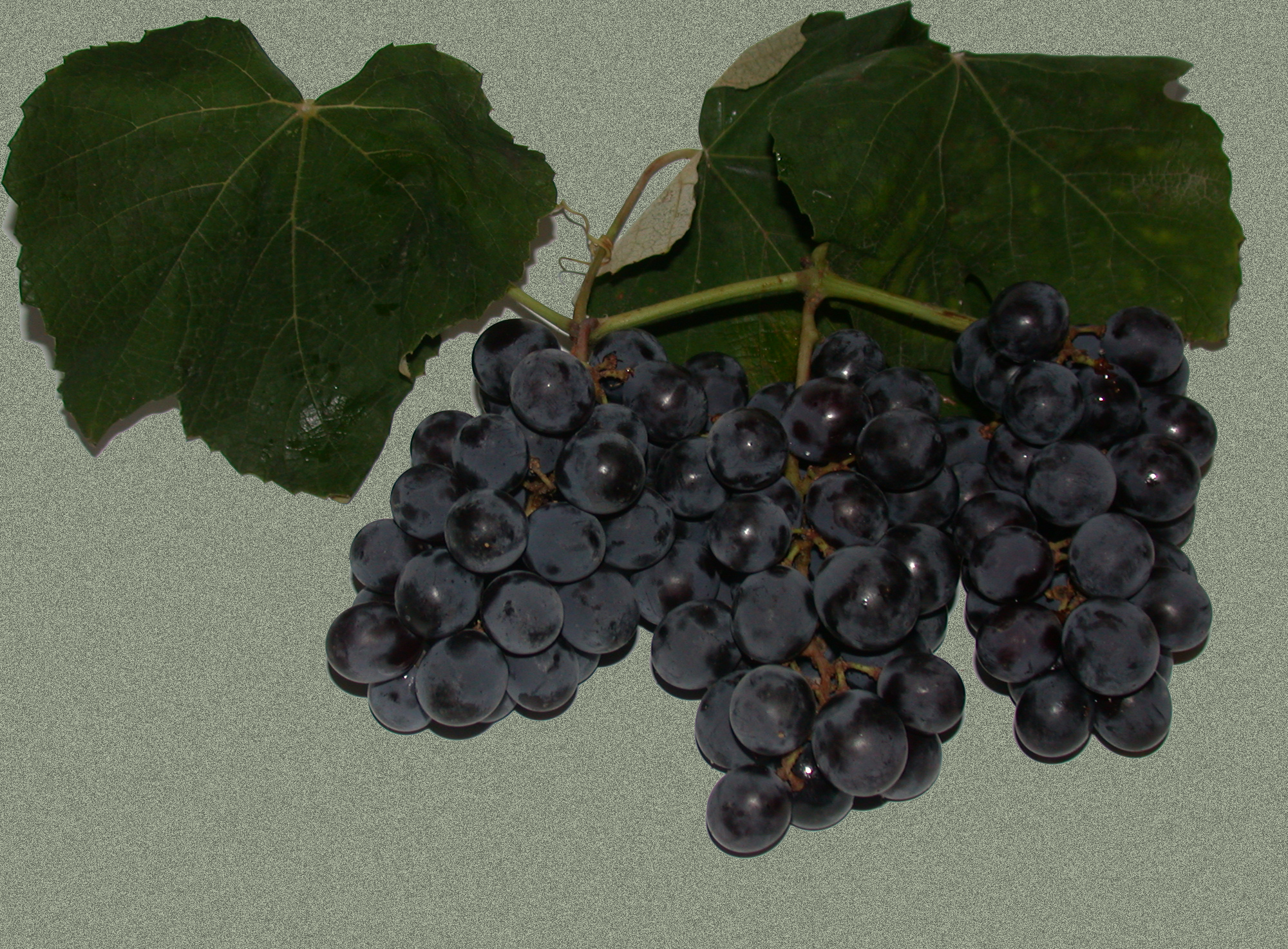
Isabella
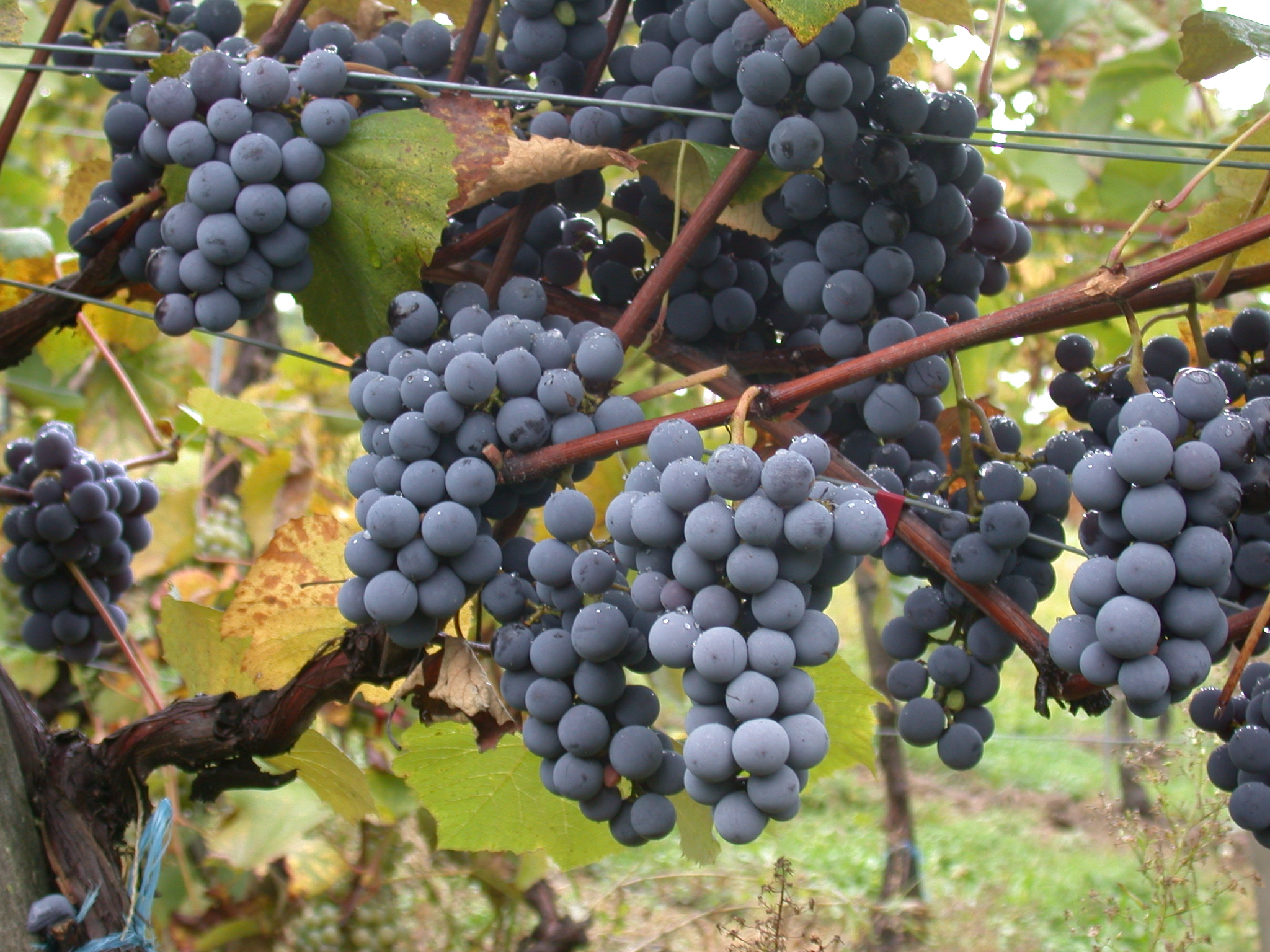
Concord
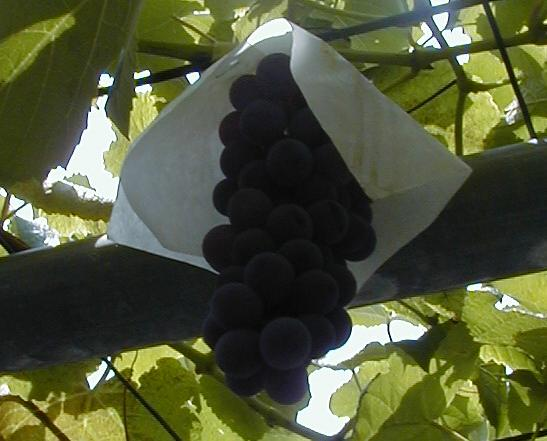
Delaware

Bezüglich Weinqualität erreichen die amerikanischen Hybriden nicht die Qualität der Weine europäischer Edelsorten – sie sind mehr oder weniger vom Fox-Ton geprägt. Der Anbau dieser Sorten war in einigen Ländern Europas aus Gründen mangelnder Qualität und wegen eines geringen Gehalts an giftigem Methylalkohol verboten. Heute sind in allen europäischen Weinbauländern diese Sorten noch kleinräumig zu finden, wie etwa im Südburgenland, wo der Uhudler, eine südburgenländische Weinsorte, gekeltert wird. Er wird aus Trauben verschiedener Direktträgersorten gewonnen. Diese Rebsorten benötigen fast keine Bekämpfung von Peronospora und Oidium – weshalb sie gerne für Weinlauben verwendet werden.
Die Erträge von Hybriden wurden überschätzt, da die Mostausbeute bei manchen Sorten wegen Dickschaligkeit, zahlreicher Kerne oder gallertiger Fruchtfleischbeschaffenheit, nur um 50 % lag. Bei europäischen Sorten betrug die Mostausbeute 70 bis 80 %. Der Großteil hat einen höheren Säuregehalt als jene von europäischen Sorten.
Da diese Sorten hohe Widerstandsfähigkeit gegen zwei wichtige Pilzkrankheiten, Peronospora und Oidium aufweisen, haben sie als Kreuzungspartner Bedeutung erlangt.

### Kreuzung von amerikanischen mit europäischen Sorten
- Verbesserung der Widerstandsfähigkeit gegen Wurzelreblaus und Verbesserung der Weinqualität.

Gegen Ende des 19. Jh. und mit Beginn des 20. Jh. hat man in Frankreich amerikanische mit europäischen Sorten gekreuzt, um die Widerstandsfähigkeit der amerikanischen Sorten gegen die Reblaus und die gute Weinqualität der europäischen Sorten zu kombinieren. Die Zuchtziele wurden nicht oder nur teilweise erreicht.
Andor Teleki schreibt in seinem Buch 1927: … Trotz jahrzehntelanger Bemühungen vieler Hybrideure in aller Herren Länder konnten bisher solche Idealreben leider noch nirgends hervorgebracht werden. Man erhielt Hunderttausende von Sämlingen, Tausende diverser Hybriden, knüpfte oft große Hoffnungen an einzelne Nummern, die sich in der Praxis dann nicht bestätigten. Irgendwo fehlte es immer, entweder war die Widerstandsfähigkeit gegen die Reblaus und krypogamische Krankheiten eine ungenügende oder aber entsprach die Reife, der Ertrag oder die Qualität des Weines nicht.
Diese Sorten werden als französische Hybriden, neue Direktträgern, Direktträger (auch als Ertragshybriden, Hybridreben) bezeichnet. Ein Teil dieser Sorten bildet die Grundlage für die später durchgeführten Mehrfachkreuzungen.
Sortenbeispiele: Seyval Blanc, Villard Noir, Villard Blanc, Lucie Kuhlmann, Léon Millot, Maréchal Foch

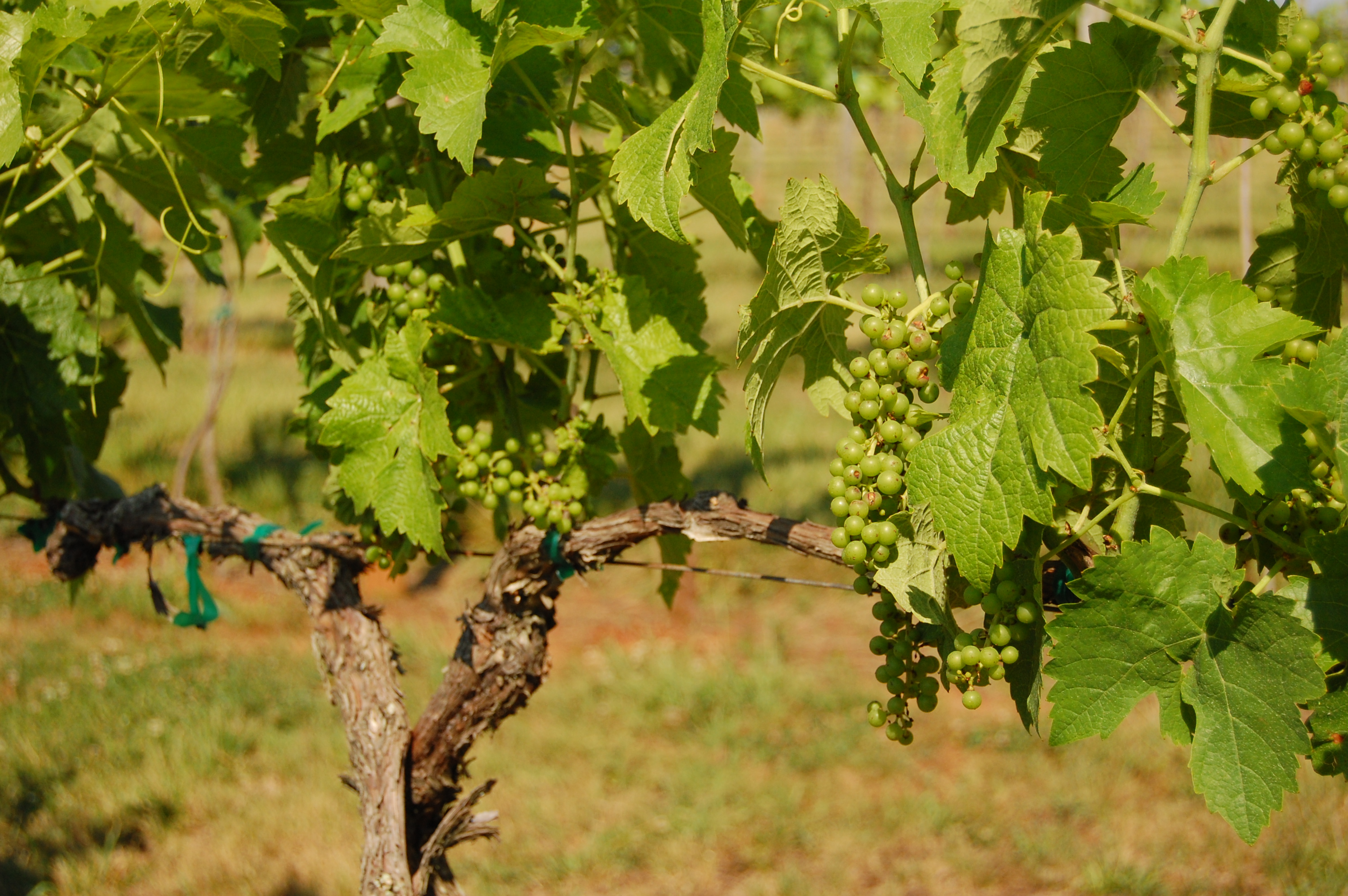
Seyval Blanc

- Hohe Weinqualität und Widerstandsfähigkeit gegen Pilzkrankheiten.

Die Eigenschaft der guten Pilzresistenz hat man in der zweiten Hälfte des 20. Jh. zur Züchtung resistenter Rebsorten genutzt. Durch Mehrfachkreuzung mit europäischen Sorten wurde die Weinqualität der europäischen Sorten gut eingebracht. Gleichzeitig hatten die Kreuzungen eine bessere Widerstandsfähigkeit gegen Pilzkrankheiten als die europäischen Sorten. Diese Sorten werden als Interspezifische Rebsorten bezeichnet. In der Praxis werden sie auch als pilzwiderstandsfähige Sorten (PIWI) bezeichnet, obwohl es sich nur um eine gute Teilresistenz gegen bestimmte Pilzkrankheiten handelt. Diese Neuzüchtungen haben allerdings keine ausreichende Widerstandsfähigkeit gegen einen Wurzelreblausbefall. Sie müssen auf eine Unterlagsrebe gepfropft (veredelt) werden. Eine wurzelechte Pflanzung als sogenannter Direktträger ist nicht mehr möglich und wird in der Züchtung auch nicht angestrebt. Die verschiedenen Unterlagsreben geben die Möglichkeit, sich mit den verschiedenen Eigenschaften der Unterlagsreben an die Bodenverhältnisse (z. B. den Kalkgehalt) anzupassen, um für die Edelsorten eine optimale Nährstoffversorgung zu gewährleisten. Die neuen Hybriden, deren Stammbaum bereits über 7 bis 8 Generationen reicht, und die schon sehr komplexe Kreuzungen darstellen, werden heute als "Interspezifische Sorten" oder als "PiWi-Sorten" bezeichnet. Besonders die jüngeren dieser komplexen Züchtungen sind in ihrer Weinqualität den europäischen Sorten gleichzustellen.
Heute steht bereits eine große Zahl an Sorten zur Verfügung.
- Sortenbeispiele

| Bezeichnung     | Abstammung – Hybride aus:                                                                                        |
| --------------- | --- |
| Rondo           | Zarya Severa x St. Laurent                                                                                       |
| Regent          | Diana (Silvaner x Müller-Thurgau) x Chambourcin                                                                  |
| Phoenix         | Bacchus ((Silvaner x Riesling) x Müller-Thurgau) x Villard Blanc=(Seibel 6468 x Le Subéreux (vulgo Seibel 6905)) |
| Orion           | Optima x Villard Blanc                                                                                           |
| Johanniter      | Riesling x (Seyve Villard 12-481 x (Ruländer x Gutedel))                                                         |
| Souvignier gris | Cabernet Sauvignon x Bronner                                                                                     |
| Roesler         | (St. Laurent x Blaufränkisch = Zweigelt) x (Seyve Villard 18-402 × Blaufränkisch)                                |

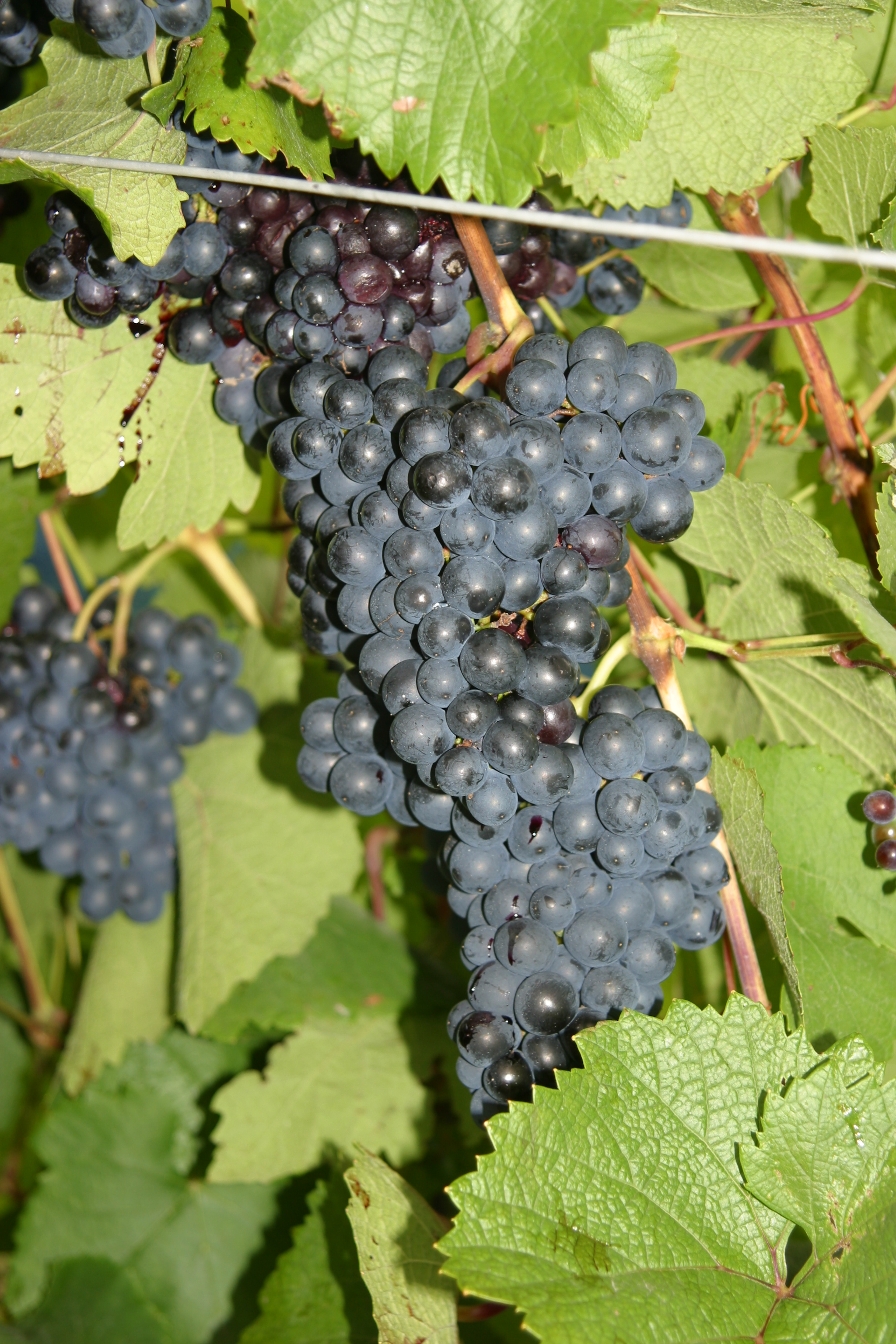
Rondo
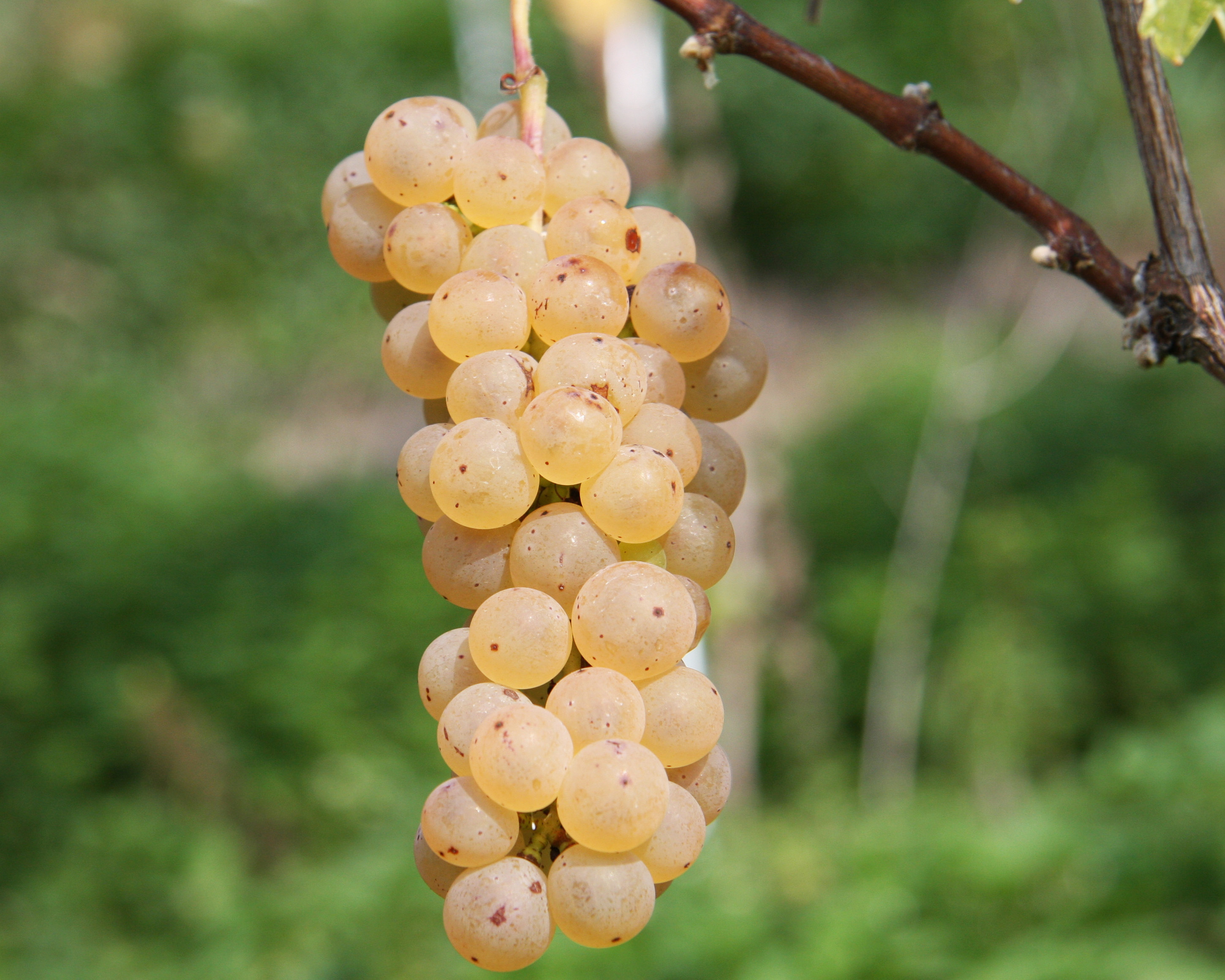
Johanniter
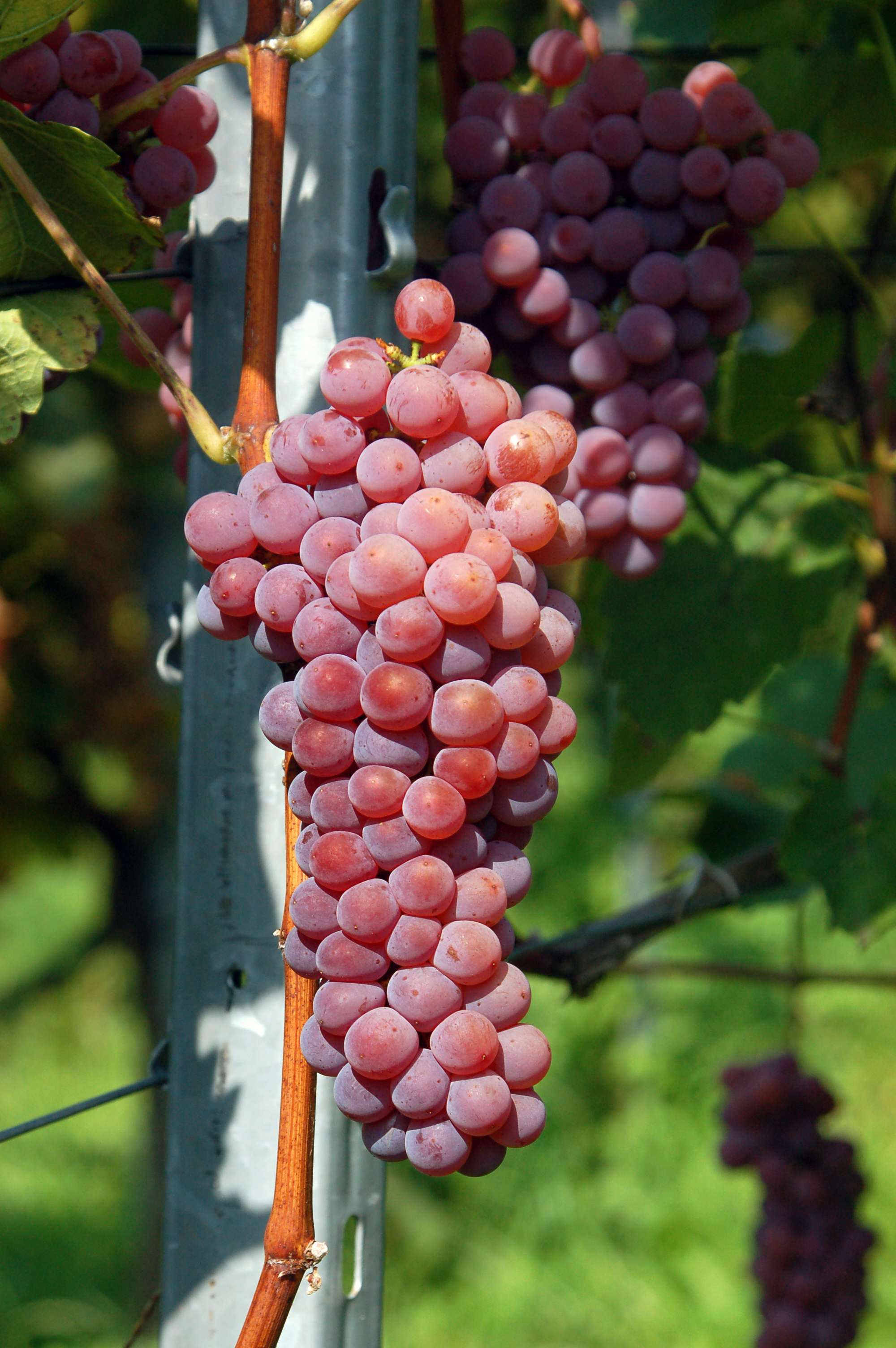
Souvignier gris

#### Rebzüchter (Hybrideure)

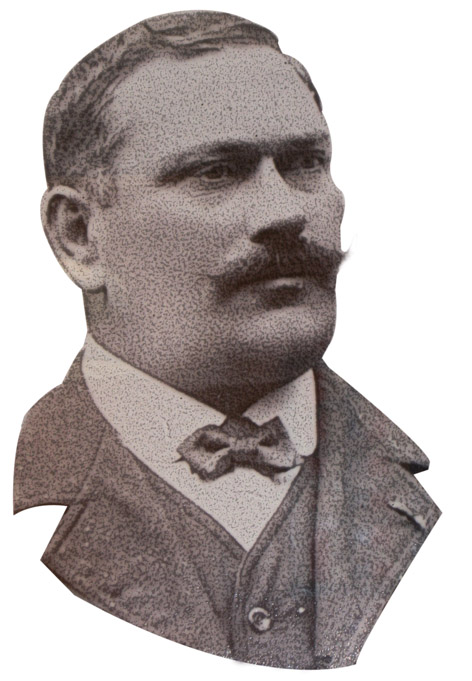
François Baco

Einige Rebzüchter haben sich im 19. Jahrhundert sehr um die Züchtung von Hybridreben verdient gemacht. Die bekanntesten sind: François Baco, Eugène Kuhlmann, Christian Pierre Castel, Eugène Contassot, Georges Couderc, Hermann Jaeger, Fernand Gaillard, Alfred Galibert, Christian Oberlin, Albert Seibel, Victor Villard, Bertille Seyve-Villard, Jean Francois Ravat, Jean-Louis Vidal, Peter Eugen Landot, Bruce Reisch (von der Cornell University).
Heute beschäftigen sich sowohl private Züchter, wie zum Beispiel der Schweizer Valentin Blattner, und alle Weinbauversuchsanstalten mit einem Rebzüchtungsinstitut mit der Züchtung pilzwiderstandsfähiger Rebsorten.

### Unterlagenhybriden
Früher waren Vitis riparia und Vitis rupestris die am häufigsten verwendeten Unterlagen. V. riparia wurde in den nördlichen und V. rupestris in den südlichen Weinbaugebieten verwendet. Später aber begann man diese zu kreuzen. Anfänglich kreuzte man nur Amerikaner untereinander und erhielt auf diese Weise die "Americo-Amerikaner Hybriden". Diese weisen gegenüber den Europäern genetische Eigenschaften auf, die sich in einer gewissen Unverträglichkeit der Veredlungspartner äußert. Aus diesem Grund schuf man die "Vinifera-Amerikaner Hybriden". Da sich besonders viele französische Züchter mit der Kreuzung von Amerikanern und Europäern befassten, nannte man diese Kreuzungen auch "Franco-Amerikaner".
- Americo-Amerikaner – Unterlagenhybriden, die aus verschiedenen amerikanischen Rebarten entstanden sind.

Beispiele:
| Bezeichnung                 | Abstammung – Hybride aus:         |
| --------------------------- | --------------------------------- |
| Teleki 125 AA               | Vitis riparia × Vitis berlandieri |
| Kober 5 BB                  | Vitis riparia x Vitis berlandieri |
| Selektion Oppenheim 4 (SO4) | Vitis riparia × Vitis berlandieri |
| Binova                      | Vitis riparia × Vitis berlandieri |
| Teleki 5 C                  | Vitis riparia × Vitis berlandieri |
| Teleki 8 B                  | Vitis riparia × Vitis berlandieri |
| Börner                      | Vitis riparia × Vitis cineria     |

Die Unterlage SO4 ist heute die für den Verkauf an Privatgärtner meist verwendete Unterlage, da sie mit den meisten Böden zurechtkommt und eine gute Holzausreife fördert.
Nicht alle amerikanischen Reben haben eine gute Reblausresistenz. Die reblausfestesten Arten sind Vitis riparia, Vitis rupestris und Vitis berlandieri. Daher bestehen die wichtigsten Unterlagensorten aus Kreuzungen dieser Arten.

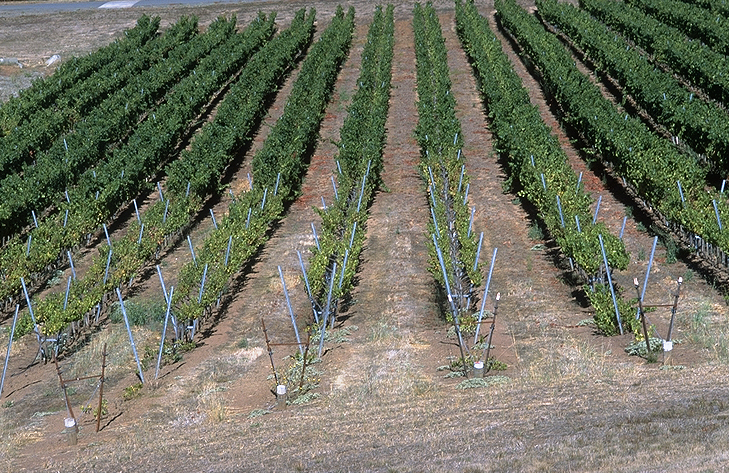
Reblausherd (im vorderen Bereich)in einem kalifornischen Weingarten. Entstanden durch die Verwendung einer ungenügend widerstandsfähigen Unterlagsrebe.

- Vinifera-Amerikaner oder Franco-Amerikaner – Unterlagenhybriden, die aus amerikanischen und europäischen Reben hervorgegangen sind.

Beispiele:
| Bezeichnung | Abstammung – Hybride aus:                     |
| ----------- | --------------------------------------------- |
| 41 B        | Gutedel × Vitis berlandieri                   |
| Fercal      | Vitis berlandieri × Colombard 1B × Richter 31 |

Die Kreuzung bringt zwar eine bessere Verträglichkeit der Veredlungspartner, die Reblausresistenz wird aber schwächer. Unterlagssorten, wie zum Beispiel Geisenheim 26 (Trollinger x Vitis riparia) oder A × R 1 (Aramon × Vitis rupestris) werden daher nicht mehr empfohlen.

## Veredlung (Pfropfung) auf Unterlagsreben
Mit der mechanischen Verbindung zweier unterschiedlicher Rebarten, einer gegen den Wurzelreblausbefall ausreichend widerstandsfähigen amerikanischen Unterlagsrebe für die Bildung des Wurzelsystems und einer europäischen Rebsorte, die die oberirdischen Organe bildet, ist es gelungen, die vernichtende Wirkung der Reblaus zu unterbinden. Mit dieser Strategie wird die hohe Qualität der europäischen Sorten vollkommen erhalten, da die Sorten nicht wie bei einer Kreuzung verändert werden.
Zur Bekämpfung der Wurzelreblaus werden heute reblaustolerante („Unterlagsreben“ aus Amerika Vitis riparia, Vitis berlandieri, Vitis rupestris, Vitis cinerea und aus Asien Vitis amurensis) oder deren Hybriden mit Edelreisern europäischer Sorten (Vitis vinifera) gepfropft (veredelt). Damit kann der komplizierte Fortpflanzungszyklus der Reblaus unterbrochen werden. Es gibt weltweit nur wenige Lagen bzw. Gebiete, wo wurzelechte Reben (ungepfropfte, nicht veredelte) gepflanzt werden können. Sandböden haben den Vorteil, dass die Reblaus sich hier nicht entwickeln kann. Deshalb blieben während der Reblauskatastrophe solche Weingärten als einzige verschont, beispielsweise im Weinbau Ungarns. Des Weiteren sind auch Chile und Südaustralien von der Reblaus (noch) verschont. Winzer sparen dort viel Zeit und Kosten, da sie nur Stecklinge für die Pflanzung eines Weingartens benötigen. Es ist fraglich, wie lange diese reblausfreie Zeit noch anhält. Manche Betriebe gehen schon jetzt aus Gründen der Sicherheit dazu über, Veredlungen zu pflanzen; haben doch die Unterlagen zusätzlich zur Widerstandsfähigkeit gegen den Reblausbefall verschiedene gewünschte Eigenschaften (z. B.: Einfluss auf Wuchskraft, Reife; Anpassung an den Kalkgehalt oder Trockenheit u. a.), mit denen eine Anpassung an die Boden- und Standortverhältnisse möglich ist.

## Chemische Bekämpfung der Reblaus

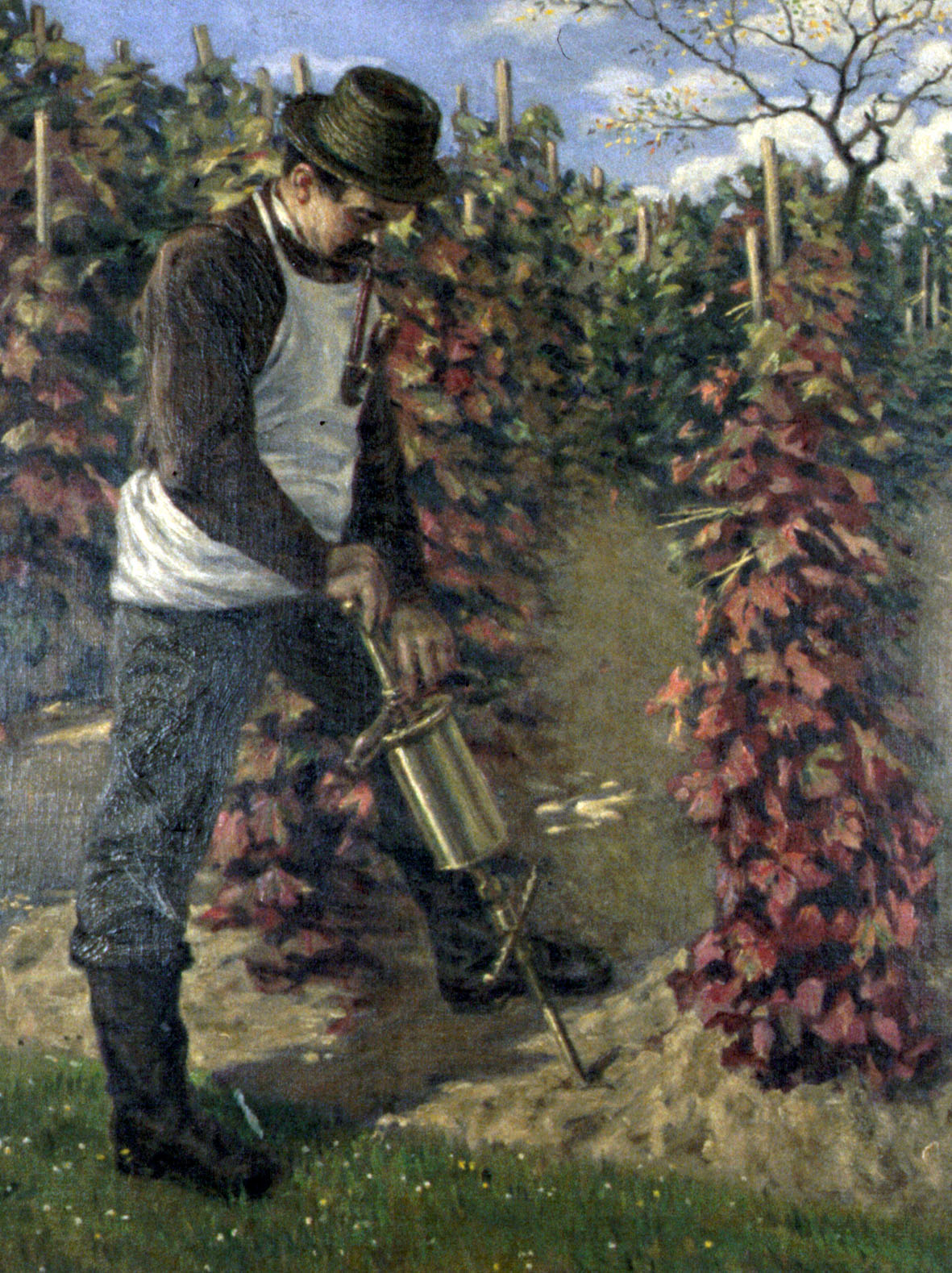
Reblausbekämpfung mit dem Schwefelkohlenstoff-Injektor, 1904.

Die Bodeninjektion mit Schwefelkohlenstoff war eine wirksame, arbeitsaufwändige und teure Reblausbekämpfungsmethode. Man brachte den flüssigen, leicht verdunstenden, hochexplosiven, giftigen Schwefelkohlenstoff mit Handinjektoren in den Hauptwurzelbereich von befallenen Rebstöcken. Durch die Veredlung der Edelsorte mit einer widerstandsfähigen Unterlagsrebe ist diese Methode längst verschwunden und mittlerweile verboten.